# Barendrecht
Barendrecht  è una municipalità dei Paesi Bassi di 46 525 abitanti situata sull'isola di IJsselmonde nella provincia dell'Olanda Meridionale.